# Kükels
Kükels ist eine Gemeinde am Südufer des Mözener Sees im Kreis Segeberg in Schleswig-Holstein. Wittensand liegt im Gemeindegebiet.

## Geschichte
Hünengräber im Gemeindegebiet bezeugen eine frühgeschichtliche Besiedlung. In den Gräbern wurde unter anderem ein goldenes Armband und ein Bronzeschwert gefunden.
Kükels wurde 1305 erstmals als Kukeltze urkundlich erwähnt und gehörte ursprünglich zum Kloster Segeberg. Es besteht vermutlich ein namentlicher Zusammenhang mit dem Mözener See, der ursprünglich Küykelze hieß.

## Politik

### Gemeindevertretung
Bei der Kommunalwahl 2023 errang Wir für Kükels erstmals alle neun Sitze in der Gemeindevertretung. Die Wahlbeteiligung betrug 62,1 Prozent.

### Wappen
Blasonierung: „Von Gold und Blau durch einen in verwechselten Farben im Wellenschnitt geteilten Schräglinksbalken gesenkt geteilt, oben eine rote Rotbuche, unten ein aufgebogener silberner Hecht.“

## Persönlichkeiten
Der ehemalige Minister für Landwirtschaft, Ernährung und Forsten des Landes Schleswig-Holstein Willy Rickers (1882–1957) wurde in Kükels geboren, ebenso der Architekt Adolf Cornehls (1864–1916).